# Hemithrinax
Hemithrinax ist eine Pflanzengattung innerhalb der Familie der Palmengewächse (Arecaceae). Die etwa nur drei Arten kommen jeweils nur in kleinen Gebieten nur auf Kuba vor.

## Beschreibung

### Vegetative Merkmale
Hemithrinax-Arten sind kleine bis mäßig große, einzelstämmige Fächerpalmen. Sie sind unbewehrt. Der Stamm ist aufrecht, manchmal sehr kurz, säulenförmig und glatt bis faserig. An der Basis befinden sich etliche faserige Wurzeln.
Die Blätter stehen oft dicht gedrängt. Die Blätter sind induplicat (V-förmig) gefaltet und häufig unregelmäßig. Die Blattscheiden sind faserig. Der Blattstiel ist eher kurz. Die Blattspreite ist fächerförmig und zur Hälfte bis zu zwei Dritteln der Länge in einfach gefaltete Segmente geteilt. Die Segmente sind lanzettlich und am oberen Ende bifid.

### Generative Merkmale
Hemithrinax-Arten sind mehrmals blühend. Die Blüten sind sitzend oder befinden sich auf kleinen Erhebungen der Blütenstandsachse. Die Blüten sind zwittrig. Das Perianth ist gleichförmig und ist sechszähnig. Es gibt ein Fruchtblatt. Die sechs Staubblätter sind in Knospenlage nach innen gebogen. Die Staubfäden sind an der Basis zu einem niedrigen Ring verwachsen. Das Konnektiv ist sehr breit, die Antheren sind sitzen, im Umriss länglich-elliptisch, und extrors.
Die Chromosomenzahl beträgt 2n = 36.

## Vorkommen
Alle drei Hemithrinax-Arten sind Lokalendemiten im östlichen Kuba. Zwei Arten wachsen auf Sandstein in Höhenlagen bis zu 400 Metern, Hemithrinax rivularis wächst über ultrabasischem Gestein nahe Fließgewässern in tiefen Höhenlagen.

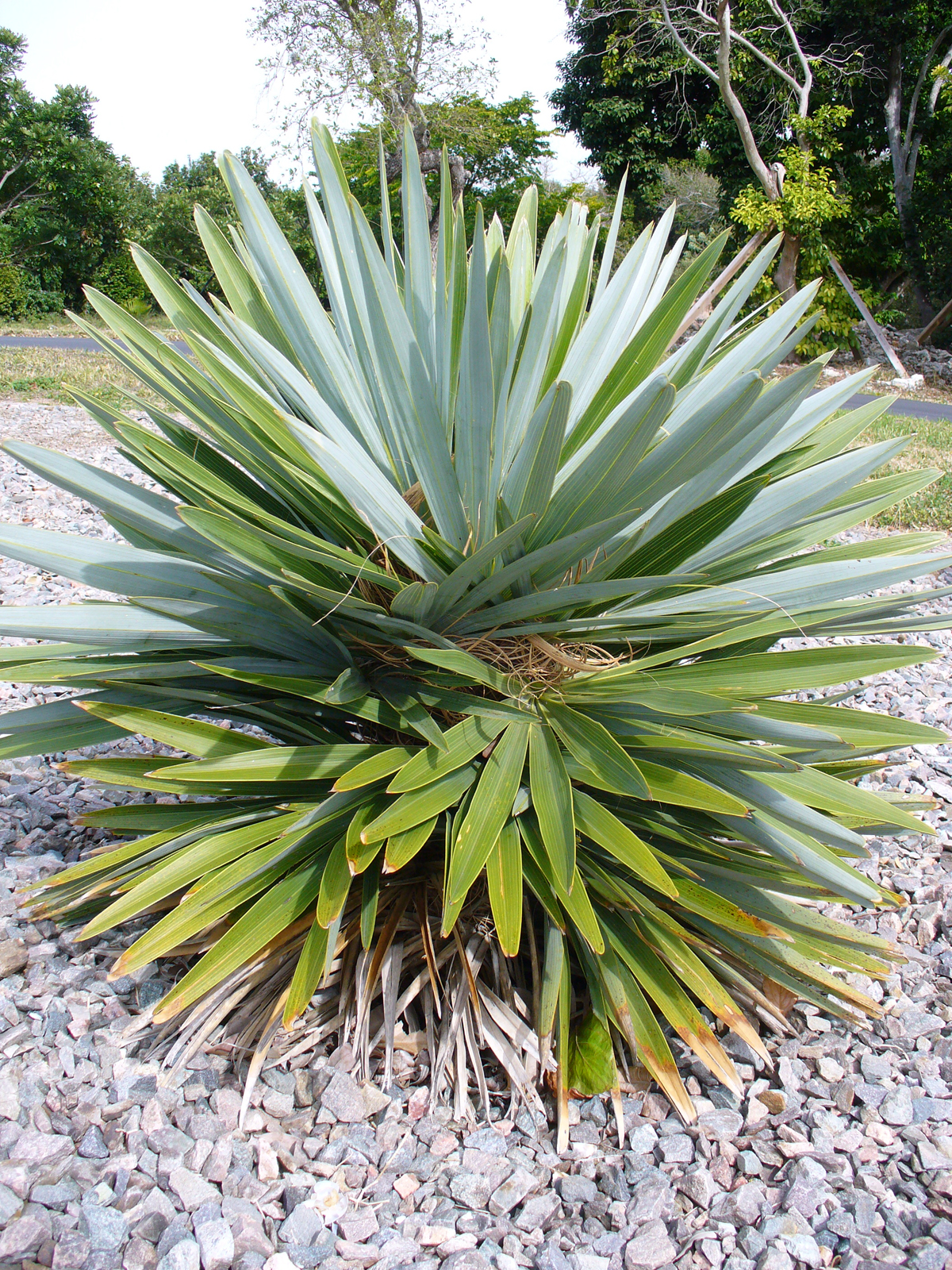
Hemithrinax ekmaniana

## Systematik
Die Gattung Hemithrinax wurde 1883 von Joseph Dalton Hooker in G. Bentham und Joseph Dalton Hooker: Genera Plantarum ad exemplaria imprimis in herbariis Kewensibus, Band 3, Teil 2, Seite 930 aufgestellt. Der Gattungsname Hemithrinax setzt sich zusammen aus dem altgriechischen Wort hemi für „halb“ und dem Palmengattungsnamen Thrinax, dies bezieht sich auf die Tatsache, dass diese Arten Thrinax-Arten ähnlich sind, aber doch nicht zu jener Gattung gehören. Typusart ist Hemithrinax compacta.
Die Gattung Hemithrinax gehört zur Tribus Cryosophileae in der Unterfamilie Coryphoideae innerhalb der Familie Arecaceae. Die Gattung Hemithrinax ist monophyletisch. Ihre Schwestergruppe ist möglicherweise Leucothrinax.
Es gibt nur drei Arten:
- Hemithrinax compacta (Griseb. & H.Wendl.) M.Gómez: Dieser Endemit kommt nur in der Sierra de Nipe im östlichen Kuba vor.[2]
- Hemithrinax ekmaniana Burret: Dieser Endemit kommt nur in Las Villas im zentralen Kuba vor.[2] Sie ist nur in einem kleinen Gebiet auf acht Mogoten der Sagua la Grande: Mogotes de Jumagua bekannt.[1] Da es vermutlich nicht mehr als 100 blühfähige Exemplare an den Naturstandorten gibt gilt sie als CR = „Critically Endangered“ = „vom Aussterben bedroht“ und als seltenste Palmenart.
- Hemithrinax rivularis León: Die zwei Varietäten kommen im östlichen Kuba nur in der Sierra de Moa vor.[2]

## Belege